# Генри, герцог Камберленд и Стратерн
Генри, герцог Камберлендский и Стратернский (Генри Фредерик, англ. Prince Henry, Duke of Cumberland and Strathearn; 27 октября [7 ноября] 1745, Лондон — 18 сентября 1790, Лондон) — британский принц, младший брат короля Великобритании Георга III. Великий мастер Первой великой ложи Англии (1782—1790).
Его брак с простолюдинкой стал причиной принятия Акта о королевском браке 1772 года.

## Биография

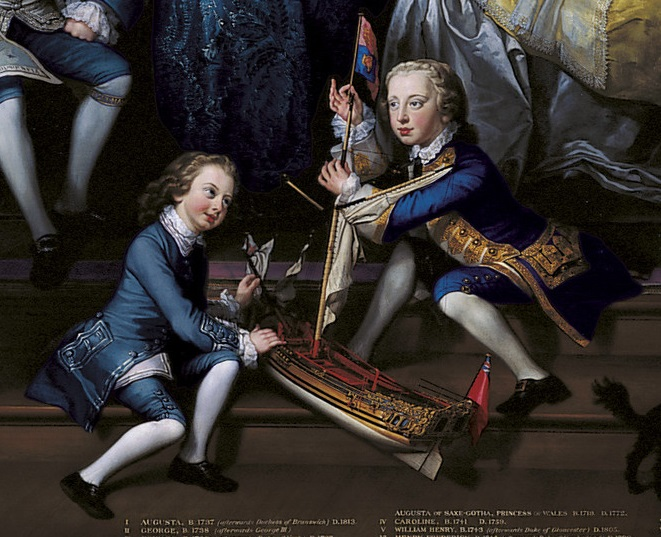
Генри (справа) вместе с братом Уильямом Генри, групповой семейный портрет, 1751 год

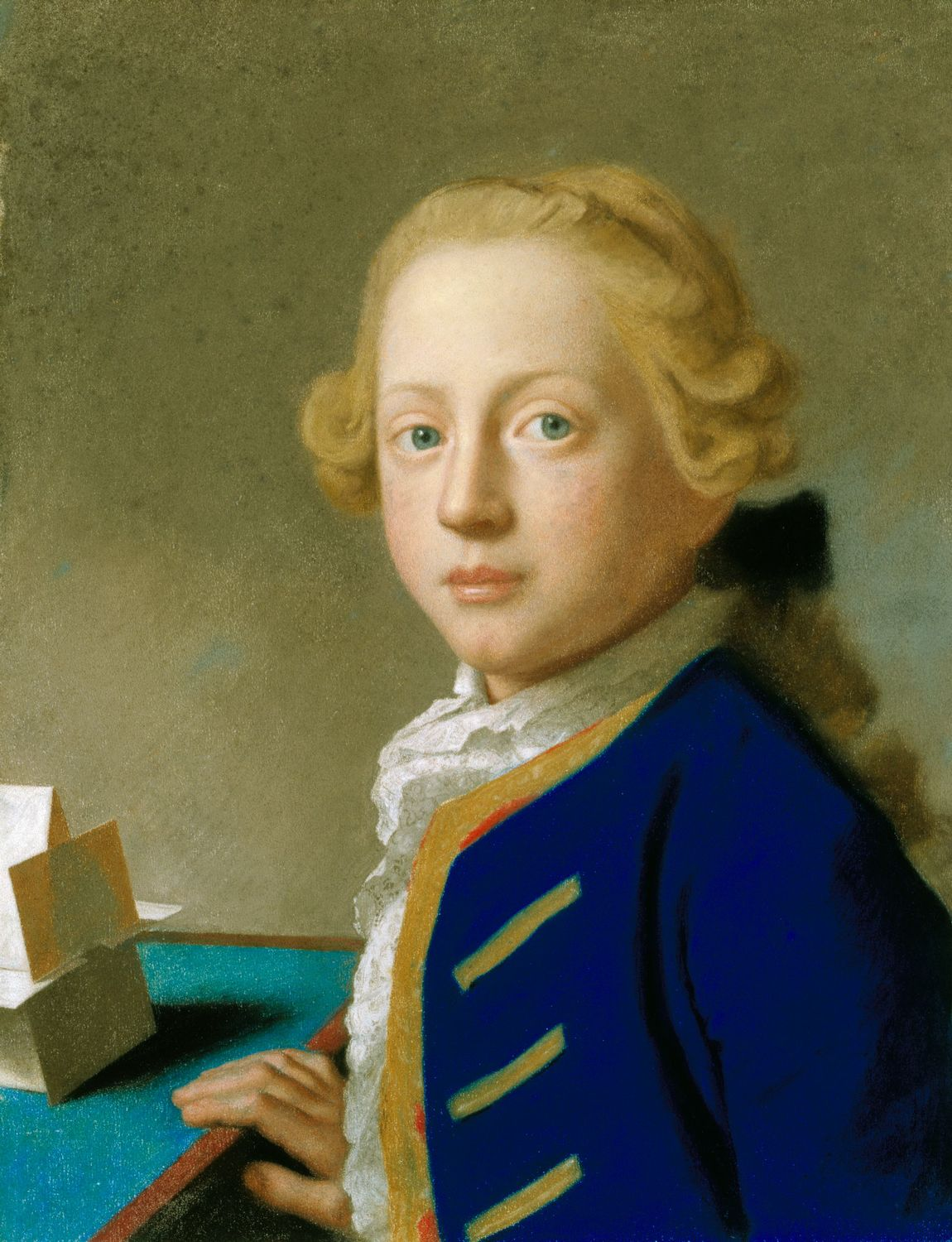
Принц Генри в возрасте 9 лет, Жан-Этьен Лиотар

### Ранняя жизнь
Родился 7 ноября 1745 года в Лестер-хаусе, Вестминстер, Лондон. Шестой ребёнок и четвертый сын Фредерика, принца Уэльского (1707—1751), и принцессы Августы Саксен-Готской (1719—1772). Через двадцать три дня после рождения был крещен в Лестер-хаусе.
22 октября 1766 года принц Генри Фредерик, незадолго до своего 21-го рождения, получил от своего старшего брата, короля Георга III, титулы герцога Камберленда и Стратерна, и графа Дублина.
4 марта 1767 года герцог Камберлендский якобы женился на простолюдинке Олив Уилмот (позднее миссис Пейн). У герцога, по сообщениям, был один ребенок, дочь Оливия Уилмот (1772—1834). Отцовство герцога не было доказано, а Оливия Уилмот была обвинена в подделке доказательств. Художник-пейзажист и прозаик Оливия Уилмот вышла замуж за Джона Томаса Серреса (1759—1825), и позднее присвоила себе титул «принцесса Оливия Камберлендская».
В 1769 году Ричард Гровенор, 1-й граф Гровенор, предъявил иск герцогу Камберлендскому за «преступную связь» (то есть прелюбодеяние) после того, как герцог и леди Гровенор были застигнуты на месте преступления. Лорд Гровенор получил в награду 10 тысяч фунтов стерлингов.

### Королевский военно-морской флот

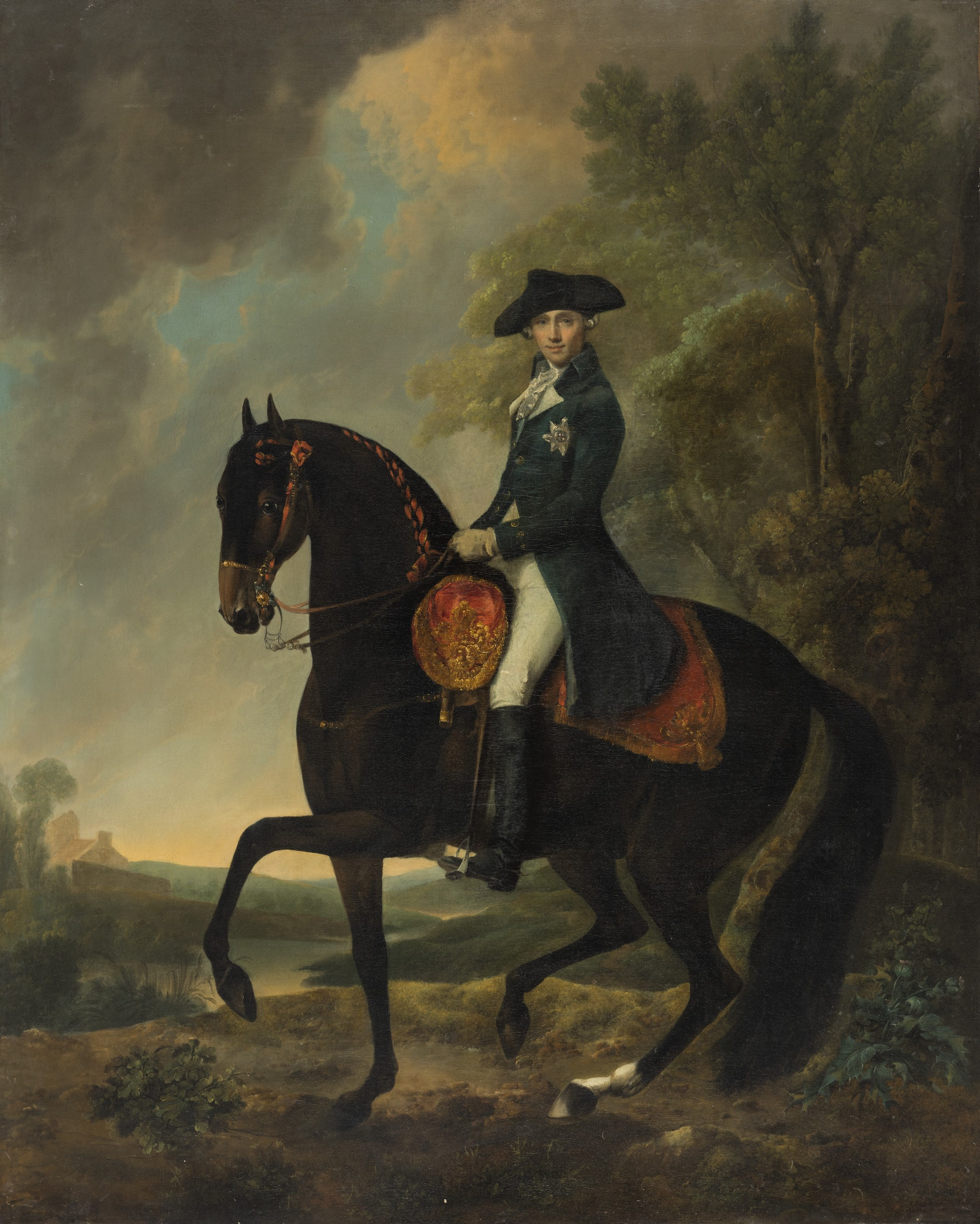
Принц Генри, герцог Камберленд и Стратерн (1745—1790), автор — Дэвид Морье, 1765 год

В 1768 году принц Генри в возрасте 22 лет поступил на службу в Королевский флот в звании мичмана и был отправлен на фрегате Venus на Корсику. Но в сентябре принц вернулся назад, когда корабль был отозван после французского вторжения на Корсику. В 1769 году герцог Камберленд получил чин контр-адмирала, а в 1770 году он был произведен в вице-адмиралы.

### Брак
2 октября 1771 года в Лондоне герцог Камберлендский женился на Энн Хортон (24 января 1743 — 28 декабря 1808), дочери ирландского пэра и депутата британского парламента Саймона Латтрелла, вдове Кристофера Хортона из Каттон-Холла. Заключение неравного брака привело к конфликту с королем и послужило катализатором для принятия в 1772 году Акта о королевских браках, согласно которому любой потомок Георга II не мог вступать в брак без разрешения монарха. Их брак был бездетным.

### Поздняя жизнь
В 1775 году герцог основал Камберленд флот, который стал впоследствии Королевским яхт-клубом на Темзе. Он был назначен белым вице-адмиралом в 1776 году. В 1778 году ему пожаловали звание синего адмирала, а в 1782 году он стал белым адмиралом . Герцог также сыграл важную роль в развитии Брайтона как популярного курорта.
Герцог Камберлендский скончался в Лондоне 18 сентября 1790 года. Его вдова умерла в 1808 году.

## Титулы и стили
- 7 ноября 1745 — 22 октября 1766: Его Королевское Высочество принц Генри[4]
- 22 октября 1766 — 18 сентября 1790: Его Королевское Высочество герцог Камберленд и Стратерн